# Erich Jaschke
Pour les articles homonymes, voir Jaschke.
Erich Jaschke (11 mai 1890 à Dantzig - 18 octobre 1961 à Hambourg) est un General der Infanterie allemand qui a servi au sein de la Heer dans la Wehrmacht pendant la Seconde Guerre mondiale.
Il a été récipiendaire de la croix de chevalier de la croix de fer avec feuilles de chêne. La croix de chevalier de la croix de fer et son grade supérieur, les feuilles de chêne, sont attribués pour récompenser un acte d'une extrême bravoure sur le champ de bataille ou un commandement militaire avec succès.

## Biographie
Erich Jaschke s'engage le 12 juin 1909 comme porte-drapeau dans le 132e régiment d'infanterie (de) de l'armée prussienne à Strasbourg et est promu lieutenant à la mi-novembre 1910. Le 1er octobre 1913, il est transféré au 9e groupe de mitrailleuses (de) de forteresse et commandé pour un mois au cours d'instruction sur les mitrailleuses à Wünsdorf.
Lors de la mobilisation à l'occasion de la Première Guerre mondiale, Jaschke est réaffecté au 132e régiment d'infanterie. Pendant les combats dans les Vosges, il est blessé à la mi-août 1914, mais il est resté dans la troupe et est promu lieutenant fin mars 1916. De début avril à mi-mai 1916, Jaschke est affecté au commandement d'instruction des mitrailleuses sur le terrain d'entraînement militaire de Heuberg (de), puis prend la tête de la 157e unité de tir à la mitrailleuse. Fin septembre 1916, il devient officier mitrailleur à l'état-major du 29e régiment d'infanterie de remplacement. Après la bataille du Chemin des Dames, l'unité se déplace fin mai 1917 sur le front de l'Est et est impliquée dans les combats en Galicie orientale. Pendant la trêve, Jaschke est promu adjudant du régiment à la mi-décembre 1917 et est retourné sur le front de l'Ouest à la mi-février 1918. Son régiment y est dissous après la bataille défensive de Soissons en septembre 1918. Jaschke est ensuite transféré dans le 111e régiment d'infanterie et commandé à l'état-major de la 52e division d'infanterie. Pour son action, il reçoit les deux classes de la croix de fer, la croix de chevalier de l'ordre royal de la Maison de Hohenzollern avec épées, la croix de chevalier de 2e classe de l'ordre du Lion de Zaeringen avec épées ainsi que l'insigne des blessés en noir.
Erich Jaschke est capturé par les troupes américaines en mai 1945 et libéré en 1947.

## Décorations
- Croix de fer (1914)
  - 2e classe (5 novembre 1914)
  - 1re classe (5 avril 1915)
- Croix de chevalier de l'ordre royal de Hohenzollern avec glaives
- Croix de chevalier 2e classe de l'ordre du Lion de Zähringer avec glaives
- Croix d'honneur
- Agrafe de la croix de fer (1939)
  - 2e classe (31 mai 1940)
  - 1re classe (8 juillet 1941)
- Médaille du Front de l'Est
- Croix de chevalier de la croix de fer avec feuilles de chêne
  - Croix de chevalier le 4 décembre 1941 en tant que Oberst et commandant du Infanterie-Regiment 90[2]
  - 295e feuilles de chêne le 7 septembre 1943 en tant que General der Infanterie et commandant du LV. Armeekorps[3]